# Trisetum brasiliense
Trisetum brasiliense är en gräsart som beskrevs av Louis-marie. Trisetum brasiliense ingår i släktet glanshavren, och familjen gräs. Inga underarter finns listade i Catalogue of Life.